# Werner Bokelberg
Werner Bokelberg (* 22. Oktober 1937 in Bremen; † 20. August 2024 in Hamburg) war ein deutscher Fotograf und Schauspieler. Er lebte und arbeitete in Hamburg, Paris und New York.

## Leben
Bereits zum Fotografen ausgebildet, zog es Bokelberg ins Schauspielerfach. Er wollte mit 19 Jahren Komiker werden und schrieb sich deshalb an der Staatlichen Schauspielschule am Konservatorium Wiesbaden ein, wo er Kurse bei Axel Ivers und Robert Kleinert belegte. Letztlich widmete er sich doch wieder seinem ursprünglichen Metier. Von 1962 bis 1972 arbeitete er als Stern-Fotograf und lichtete Uschi Obermaier, Pablo Picasso, Salvador Dalí, Brian Jones, Andy Warhol, Romy Schneider, Rainer Langhans und die 68er-Bewegung ab. Als Schauspieler spielte er 1973 sich selbst als Fotografen in der Filmkomödie Sylvie von Klaus Lemke.  Später arbeitete er als Werbefotograf und war an vielen großen Kampagnen beteiligt, etwa für die Deutsche Bank und die Lufthansa.
Sein Sohn ist der Kameramann Oliver Bokelberg.

## Veröffentlichungen
- Dalí, Salvador: Da-Da-Dali, Schünemann, 1966
- Vending machine cards: Pin-up-Girls von gestern, Harenberg, 1980
- Träume vom Helden: Schauspielerinnen der dreissiger Jahre, Harenberg, 1982
- Dalí, Salvador: Da-Da-Dali, Kerber, 2004